# 산둥성 (중화민국)

산둥 성의 위치

산둥성(중국어: 山東省, 한국어: 산동성)은 1912년부터 1949년까지 존재했던 중화민국의 성으로 현재는 중화민국이 주장하는 영토의 가상의 성이다. 성도는 지난시이며 면적은 146,736km2이다. 16개 행정독찰구 하에 3개 시, 108개 현, 1개 설치국을 관할했다. 동쪽으로는 칭다오시와 황해, 서쪽으로는 허베이 성과 허난 성, 남쪽으로는 허난 성과 안후이 성, 장쑤 성, 북쪽으로는 허베이 성, 보하이해와 접하고 있었다.